# BandNews FM
BandNews FM é uma rede de rádio jornalística brasileira pertencente ao Grupo Bandeirantes de Comunicação. Foi inaugurada em 20 de maio de 2005, como projeto de rádio de programação jornalística 24 horas por dia, o chamado all news, sendo este projeto considerado o primeiro operando exclusivamente em frequência modulada no Brasil. A rede transmite boletins de notícias com duração de 20 minutos durante toda a programação, intercalados por análises de colunistas.

## História

### 2004–2005: Formação da rede

#### Compra da Rádio Sucesso e especulações sobre o seu destino
Em setembro de 2004, a Rádio Sucesso, que passava por uma crise financeira devido às pesadas indenizações ao grupo Jornal do Brasil e pela perda de liderança para as concorrentes, foi vendida para o Grupo Bandeirantes de Comunicação.
Quando da aquisição, foi especulado que a rádio seria uma retransmissora da Rádio Bandeirantes. Outro boato dava conta que a emissora tocaria músicas eletrônicas e hip hop, concorrendo diretamente com as rádios Jovem Pan FM e Mix FM, deixando as músicas do gênero popular para a co-irmã Band FM.
O ano de 2005 chegou e nenhuma destas especulações se concretizou, tendo os novos donos a ideia de ter uma rede de rádios com programação jornalística 24 horas por dia, fazendo frente à até então única rede de rádio all news do país, a CBN (Central Brasileira de Notícias), pertencente ao Sistema Globo de Rádio, parte integrante do Grupo Globo.
Com isso, criaram a BandNews FM, e determinaram a sua estreia para o dia 20 de maio daquele ano.
No início do mês de maio, durante a programação normal da rádio, faziam diversas inserções diárias, anunciando o novo nome da rádio e data de sua estreia.

#### Estreia da BandNews FM

Primeiro logotipo da BandNews FM, usado até o final de 2012

As transmissões da programação da Rádio Sucesso foram encerradas às 23h59 do dia 19 de maio de 2005, após a transmissão de três mensagens de agradecimento pelos 25 anos de existência da antiga rádio e também após ter tocado 3 músicas não inteiras.
À zero hora do dia 20 de maio, o jornalista Carlos Nascimento fez o discurso de inauguração da BandNews FM. A rádio foi a primeira rede de emissoras FM com programação jornalística 24 horas. Inicialmente, eram apenas quatro praças: São Paulo, Rio de Janeiro, Belo Horizonte e Porto Alegre. O horário nobre da emissora, entre 7h e 9h da manhã, era apresentado por Carlos Nascimento, e o restante da programação era composta por jornais de 20 minutos de duração. Marcello D'Angelo, André Luiz Costa e Nilo Frateschi Jr. participaram da criação da rádio. Em 2006, essa faixa passou a ser ocupada por Ricardo Boechat.

### 2005–2011: Expansão da rede e novas contratações
Em 29 de setembro de 2005, começou a expansão das praças da rede com a entrada de Salvador para a rede. Em 2 de janeiro de 2006, a cidade de Curitiba passou a ter uma emissora BandNews FM. Em 19 de junho de 2007, foi a vez de Brasília ter uma emissora própria.
A partir de 2007, outros jornalistas passaram a ancorar na BandNews FM como Marcelo Parada e Boris Casoy.
Em 6 de outubro de 2008, a emissora passou a ter uma sede em Campinas, em São Paulo.
A partir de 29 de março de 2010, a emissora passou a ter uma sede em Ribeirão Preto, em São Paulo.
Em junho de 2010, a emissora passou a ser transmitida pela empresa de TV por assinatura Via Embratel (hoje Claro TV).

### 2011–2016: Novas atrações, mudança de logotipo, estreia internacional e expansão no Nordeste

Logotipo usado entre 2012 e 2019.

Desde o dia 27 de março de 2011, passou a ter equipe esportiva própria, liderada por Odinei Edson, Cacá Fernando e Dirceu Maravilha, marcando as reestreias de Odinei e Dirceu ao futebol (posteriormente chegando Alex Müller que substituiu Carlos Fernando e Odinei retornou às corridas de Fórmula 1). Os jogos eram transmitidos em São Paulo e nas praças de Fortaleza, Curitiba, Salvador, Brasília e Belo Horizonte ou para todo o Brasil, internet e TV por assinatura em casos de jogos da seleção.
O programa televisivo Agora É Tarde, em 24 de janeiro de 2012, passou a ser transmitido simultaneamente junto com a Rede Bandeirantes. Em dezembro, a emissora começou a usar um novo logotipo. O novo visual manteve boa parte dos elementos usados no logotipo anterior, que era usado desde que a rádio foi inaugurada, em 2005.
No comecinho de 2013, a BandNews FM Belo Horizonte começou a transmitir os jogos dos times mineiros com o fim das atividades locais da Esportes FM (com quem formava cadeia nas jornadas locais), absorvendo parte da equipe que trabalhava na emissora esportiva. Em 18 de fevereiro, a BandNews FM deixou a cidade de Campinas nos 106,7 dando lugar à Band FM. Mais recentemente, também fechou as portas em Ribeirão Preto, no interior paulista, onde a frequência 96,7 foi substituída pela Band FM.
Em 11 de março, a BandNews FM estreou em Fortaleza, Ceará, através da Tribuna BandNews FM, substituindo a Beach Park FM em 101,7 MHz. Em 31 de julho, as jornadas da BandNews FM de São Paulo começaram a ser também transmitidas pela Bradesco Esportes FM, que havia dispensado a equipe esportiva própria em meio a uma reestruturação do Grupo Bandeirantes. Em alguns casos, repórteres e narradores da BandNews FM chegaram a fazer transmissões exclusivas para a Bradesco Esportes FM. No entanto, em 9 de março de 2014, a dobradinha foi encerrada pois foram retomadas as transmissões próprias da emissora esportiva.
Em 5 de janeiro de 2014, a Tribuna BandNews FM de Fortaleza estreou a sua equipe de esportes acompanhando os dois principais clubes de futebol cearense no mesmo padrão de transmissões da matriz. Em 18 de janeiro, a BandNews FM de Porto Alegre passou a retransmitir as jornadas esportivas da dupla Grenal em rede com as rádios Bandeirantes e Ipanema, geralmente às quartas e domingos, e eventualmente transmitindo às quintas e sábados. Em 19 de janeiro, a BandNews FM Fluminense passou a fazer transmissões próprias de jogos dos clubes do Rio de Janeiro, deixando de fazer dobradinha com a Bradesco Esportes FM após quase 2 anos.
Em 3 de novembro de 2015, a BandNews FM passou a ser disponível aos assinantes da operadora Sky, juntamente com mais três rádios do Grupo Bandeirantes: a Band FM, a Rádio Bandeirantes e a Nativa FM.
Em 14 de março de 2016, o Grupo Bandeirantes inaugurou nos Estados Unidos, a Brasil Radio em Orlando na Flórida responsável pelas transmissões dos conteúdos da rede jornalística e também de alguns programas das outras rádios do Grupo e conteúdo local aos brasileiros que moram naquele país. A grade da emissora é de responsabilidade da BandNews FM no mesmo padrão implantado no Brasil.
Em 2 de maio de 2016, a rede BandNews FM ganhou mais uma afiliada: a BandNews FM Manaíra de João Pessoa, Paraíba, pertencente aos Diários Associados e ao Sistema Opinião de Comunicação, responsáveis também pela TV Manaíra, afiliada da Band na Paraíba. No dia 23 de maio, entrou no ar a BandNews FM Espírito Santo, pertencente ao Grupo Sá Cavalcante, responsável também pela TV Capixaba, afiliada à Band no Espírito Santo.

### 2017–presente: Estreia no Norte, Formato Híbrido, Morte de Ricardo Boechat e Expansão pelo Centro-Oeste e Sudeste
No dia 20 de maio de 2017, em comemoração ao aniversário de 12 anos da rede, uma programação especial, denominada Experiência BandNews FM, foi colocada no ar com transmissão a partir do Parque Villa-Lobos. Em 22 de maio, foi lançado um novo portal da BandNews FM na internet, trazendo todo o conteúdo produzido pela rádio em formato de áudio e vídeo, além da retransmissão do conteúdo exibido pela rádio ao vivo. No mesmo dia, a versão local da BandNews no Rio de Janeiro deixou de transmitir em 94,9 MHz, frequência que seria ocupada por uma filial da Alpha FM. A nova frequência da BandNews na capital carioca, em 90,3 MHz, era ocupada pela MPB FM.
Em 25 de maio de 2017, o colunista político Reinaldo Azevedo assinou um contrato com o Grupo Bandeirantes, dois dias após pedir demissão da rádio Jovem Pan, onde apresentava o programa Os Pingos nos Is, e da revista Veja, na qual mantinha um blog na versão on-line da publicação. O pedido de demissão de Azevedo desses veículos de comunicação ocorreu após a divulgação de conversas dele com a irmã do senador afastado Aécio Neves, Andrea Neves, que foi presa na Operação Patmos. O jornalista estreou seu novo programa O É da Coisa no dia 29 de maio no horário das 18h às 19h na rede (até 19h20 em SP). Em 1 de junho, Reinaldo estreou também uma coluna no jornal apresentado por Ricardo Boechat nas manhãs.
Em 11 de dezembro, entrou no ar em Maringá, no Paraná, a rádio BandNews Light Maringá. A transmissão está sendo feita pela frequência 105.7, que era da Nativa FM. Além da programação normal, a emissora tem espaço musical adulto-contemporâneo.
Em 11 de fevereiro de 2019, morreu Ricardo Boechat, vítima de um acidente de helicóptero em São Paulo. O âncora do Jornal da Band apresentava um telejornal na rádio, o Jornal BandNews FM, além de expor suas opiniões em alguns programas da rádio e também comandar o horário local da manhã na BandNews FM Rio. Os colegas de trabalho divulgaram uma nota de pesar completamente emocionados chegando a suspender as atividades por alguns minutos rodando a vinheta da emissora em loop.
O jornalista Eduardo Barão, que já dividia o comando da programação matutina da rádio ao lado de Ricardo Boechat, assumiu o posto de principal âncora da emissora. Barão integra o time da emissora, desde a sua criação, e atualmente apresenta a programação nacional da rádio, a partir das 7h da manhã, ao lado de Carla Bigatto e Felipe Bueno.
Em 21 de abril, através da final do Campeonato Carioca, a BandNews FM Rio retomou suas transmissões e coberturas esportivas dos clubes cariocas.
Em agosto, a emissora ganhou os reforços de Carlos Andreazza e Marcelo Madureira, ambos ex-Jovem Pan.
No dia 20 de agosto de 2019 ás 7h da manhã, a rede estreou uma afiliada em Goiânia na frequência 90,7. O âncora Eduardo Barão durante o Jornal Band News anunciou a estreia da emissora, juntamente com a cobertura jornalística do sequestro de ônibus na Ponte Rio-Niterói..

## Prêmios
Prêmio Vladimir Herzog
Menção Honrosa do Prêmio Vladimir Herzog por Rádio
| Ano  | Obra                                            | Veículo de mídia              | Autor              | Resultado |
| ---- | ----------------------------------------------- | ----------------------------- | ------------------ | --------- |
| 2014 | "Brasil-Haiti: 10 Anos de Missão de Paz da ONU" | Rádio Bandnews FM – São Paulo | Michelle Trombelli | Venceu    |